# Calyptothecium squarrosulum
Calyptothecium squarrosulum är en bladmossart som beskrevs av Noguchi och B. C. Tan in Noguchi 1984. Calyptothecium squarrosulum ingår i släktet Calyptothecium och familjen Pterobryaceae. Inga underarter finns listade i Catalogue of Life.